# 霍羅舍 (佩特羅拉夫利夫卡區)
48°33′14″N 36°28′42″E / 48.55389°N 36.47833°E
霍羅舍（烏克蘭語：Хороше），亦译为霍罗舍耶，是烏克蘭的村落，位於該國中部第聶伯羅彼得羅夫斯克州，由彼得羅巴甫利夫卡區負責管轄，處於薩馬拉河右岸，分別距離科哈尼夫卡1公里和多布林卡5公里，海拔高度82米，2001年人口1,145。